# カズヒラ・ミラーの「カズラジ。」
カズヒラ・ミラーの「カズラジ。」はコナミデジタルエンタテインメント傘下の小島プロダクション公式ホームページ内のコンテンツ・HIDEOBLOG内にて配信しているインターネットラジオ番組である。

## 概要
小島プロダクション監督・小島秀夫の公式ブログ・HIDEOBLOGにて2010年3月25日から第1回配信開始。全24回（第16.5回「ヒデラジ。」と最終回の後に配信されたCM集は除く）。
メタルギアソリッドピースウォーカー（以下MGSPWと表記）に関する情報及びMGSPWの出演声優によるラジオドラマ風の内容となっている。
尚、ステレオ音声となっているためヘッドホンでの視聴が推奨されている。

### 主なコーナー
VOCALOIDコーナー
VOCALOID博士こと渡邉博士がオリジナル音声の製作のコツ及び視聴者や出演者の作品を紹介するコーナー。
潜友（せんゆう）自慢
視聴者の身近にいる潜友やこうやって潜友を増やしたという体験談を紹介するコーナー。
諜報班にお願い
視聴者が知りたいMGSPWに関する情報をMSF諜報班が調査し、公開するコーナー
ピースウォーカー感想文
MGSPW発売後から募集のコーナー。視聴者のMGSPWを遊んだ感想を紹介するコーナー。
戦場写真
視聴者がMGSPWで撮影した写真及びイラストを紹介するコーナー。採用された写真やイラストは「カズラジ。」公式サイト内で掲載される。

## 出演者

### パーソナリティー
杉田智和
カズヒラ・ミラー役
菊地由美
ストレンジラブ役、ローラ役　※第3回からVOCALOIDコーナーを担当

### 番組に登場する主なMSFスタッフ
マングース
ミラーの補佐的なポジションのスタッフ。第2回以降ミラーによって名前が「マンホール」に改名されてしまう。
ホーネット
ヘリコプターで上空を旋回しているスタッフ。ミラーに視聴者からのメールや物資をダンボールに積めて支援を行っている。誤ってミラーの頭上にダンボールを投下してしまうこともある。

### その他
B･B（ビー・ビー）(第1回 - 第6回)
声 - ？？？
カズがMGSPWを一刻も早く手に入れようとするのを悉く邪魔する謎の存在。その正体は第6回の放送で明らかになる。
ミスターストレンジラヴ（第5回）
ヒデラジにも登場しているロボットで構想3年、「ときめきメモリアル」のプログラミングを応用して作られた。ストレンジラブによると「お蔵入り」ならぬ「スタジオ入り」しており、たまに現れるとのこと。

## スタッフ
- 企画・プロデュース：小島秀夫
- 編集/MA：島野真好
- VOCALOID博士：渡邉雅史
- 音響効果：照田明弘&MGSPWサウンドチームの方々
- 構成・演出：村田周陽
- スペシャルサンクス：MGSPW制作チーム
- カズラジ。ロゴ写真（第22回 - 第24回）：小島秀夫
- ロゴ写真・モデル（第22回 - 第24回）：杉田智和（カズヒラ・ミラー）、菊地由美（ストレンジラブ）
- ロゴ写真・衣装協力（第22回 - 第24回）：ジャッキー道斎、OMI KERO GIBSON
- カズラジ。ロゴ協力（第22回 - 第24回）：高田憲郎

## 主な内容とゲスト
| 配信日         | シーズン | 放送回 | 配信タイトル                                                | ゲスト（括弧内は役職もしくはラジオ内で演じた役名）                                                                                   |
| -------------- | -------- | ------ | ----------------------------------------------------------- | --- |
| 2010年3月25日  | 1st      | #01    | ピースウォーカー入手計画 カズヒラ・ミラーの「カズラジ。」   | - |
| 2010年4月1日   | 1st      | #02    | ピースウォーカー入手計画 カズヒラ・ミラーの「カズラジ。」   | 大塚明夫（スネーク役） |
| 2010年4月9日   | 1st      | #03    | ピースウォーカー入手計画 カズヒラ・ミラーの「カズラジ。」   | 大塚明夫（スネーク役） |
| 2010年4月16日  | 1st      | #04    | ピースウォーカー入手計画 カズヒラ・ミラーの「カズラジ。」   | - |
| 2010年4月23日  | 1st      | #05    | ピースウォーカー入手計画 カズヒラ・ミラーの「カズラジ。」   | 水樹奈々（パス・オルテガ・アンドラーデ役）                                                                                           |
| 2010年4月27日  | 1st      | #06    | ピースウォーカー入手計画 カズヒラ・ミラーの「カズラジ。」   | 小島秀夫（小島プロダクション監督）、新川洋司（小島プロダクションアートディレクター）                                                 |
| 2010年5月7日   | -        | #07    | カズヒラ・ミラーの「カズラジ。」番外篇                      | - |
| 2010年5月21日  | -        | #08    | ラモン・ガルベス・メナの「ガルラジ。」                      | 大塚芳忠（ラモン・ガルベス・メナ役）                                                                                                 |
| 2010年6月4日   | 2nd      | #09    | マザーベースほぼ三億人計画 カズヒラ・ミラーの「カズラジ。」 | - |
| 2010年6月18日  | 2nd      | #10    | カズヒラ・ミラーの「カズラジ。」カズラジ。ブートキャンプ！  | 塩澤快浩（早川書房「S-Fマガジン」編集長）、矢野健二（角川書店メディア局局次長） 小島秀夫(小島プロダクション監督)、伊藤計劃（SF作家） |
| 2010年6月23日  | 2nd      | #11    | カズヒラ・ミラーの「カズラジ。」カズラジ。ブートキャンプ！  | 塩澤快浩（早川書房「S-Fマガジン」編集長）、矢野健二（角川書店メディア局局次長） 小島秀夫(小島プロダクション監督)、伊藤計劃（SF作家） |
| 2010年7月2日   | 2nd      | #12    | マザーベースほぼ三億人計画 カズヒラ・ミラーの「カズラジ。」 | 小林ゆう（セシール・コジマ・カミナンデス役）                                                                                         |
| 2010年7月16日  | 2nd      | #13    | マザーベースほぼ三億人計画 カズヒラ・ミラーの「カズラジ。」 | 朴璐美（アマンダ・バレンシアノ・リブレ役）                                                                                           |
| 2010年7月30日  | 2nd      | #14    | マザーベースほぼ三億人計画 カズヒラ・ミラーの「カズラジ。」 | - |
| 2010年8月13日  | 2nd      | #15    | マザーベースほぼ三億人計画 カズヒラ・ミラーの「カズラジ。」 | 井上喜久子（チコ、ザ・ボス、ローズ・マリー、サニー役）                                                                               |
| 2010年8月27日  | 2nd      | #16    | マザーベースほぼ三億人計画 カズヒラ・ミラーの「カズラジ。」 | - |
| 2010年9月3日   | -        | #16.5  | ヒデオ・コジマの「ヒデラジ。」                              | - |
| 2010年9月10日  | 2nd      | #17    | マザーベースほぼ三億人計画 カズヒラ・ミラーの「カズラジ。」 | 大塚明夫（スネーク役）、小島秀夫(小島プロダクション監督)                                                                             |
| 2010年10月15日 | 3rd      | #18    | ガブリエル・ベルモンドの「ガブラジ。」                      | 藤原啓治（ガブリエル・ベルモンド役）                                                                                                 |
| 2010年10月29日 | 3rd      | #19    | ガブリエル・ベルモンドの「ガブラジ。」                      | 藤原啓治（ガブリエル・ベルモンド役）                                                                                                 |
| 2010年11月12日 | 3rd      | #20    | ジョナサン・イングラムの「ジョイラジ。」                    | 田中秀幸（ジョナサン・イングラム、ヒューイ役）                                                                                       |
| 2010年11月26日 | 3rd      | #21    | ジョナサン・イングラムの「ジョイラジ。」                    | 田中秀幸（ジョナサン・イングラム、ヒューイ役）                                                                                       |
| 2010年12月10日 | 3rd      | #22    | カズヒラ・ミラーの「カズラジ。」                            | 麦人（ホット・コールドマン、ゾベック役） 藤原啓治（ガブリエル・ベルモンド役）、小林ゆう（クローディア、ババ・ヤーガ役）              |
| 2010年12月17日 | 3rd      | #23    | カズヒラ・ミラーの「カズラジ。」                            | 麦人（ホット・コールドマン、ゾベック役） 藤原啓治（ガブリエル・ベルモンド役）、小林ゆう（クローディア、ババ・ヤーガ役）              |
| 2010年12月24日 | 3rd      | #24    | カズヒラ・ミラーの「カズラジ。」                            | 小島秀夫(小島プロダクション監督) |
| 2010年12月28日 | -        | -      | 『METAL GEAR SOLID PEACE WALKER』CM -THE COMPLETE-          | - |
| -              | -        | -      | カズラジ。OUTER OPS ｢ボスラジ。｣                            | - |

## 「カズラジ。」V
YouTubeにて配信している公式動画。出演者は杉田智和と菊地由美。小島プロダクション監督、小島秀夫の公式ブログ・HIDEOBLOGでも視聴可能。尚、カメラ撮影は杉田が行っている。
- UT篇
- コナミスタイル限定版&マウンテンデュー篇

## エピソード・逸話
- パーソナリティである杉田と親交が深い中村悠一、SP田中、羽海野チカの話題が頻繁に出てくる[21]。
- ラジオ内ではパーソナリティである杉田が銀河万丈、若本規夫等、MGSシリーズにゆかりのある声優の物まねを行っている。
- このラジオの影響について小島秀夫は『ヒデラジ。』にて、「『カズラジ。』の影響で『ヒデラジ。』の小中学生や女性のリスナーが増えた」ことを言及している。